# Évry (Yonne)
Évry – miejscowość i gmina we Francji, w regionie Burgundia-Franche-Comté, w departamencie Yonne.
Według danych na rok 1990 gminę zamieszkiwało 275 osób, a gęstość zaludnienia wynosiła 61 osób/km² (wśród 2044 gmin Burgundii Évry plasuje się na 638. miejscu pod względem liczby ludności, natomiast pod względem powierzchni na miejscu 1263.).